# Action Directe
 For alternative betydninger, se Action Directe (flertydig). (Se også artikler, som begynder med Action Directe)
Action Directe var en fransk venstreorienteret terrorgruppe, som foretog en række snigmord og voldsomme angreb på forskellige institutioner i Frankrig i 1980'erne.

## Oprettelse
Action Directe blev oprettet i 1977 ved sammenslutning af to grupper på det yderste venstre, GARI (Groupes d'Action Révolutionnaire Internationalistes, som var en revolutionær international aktionsgruppe) og NAPAP (Noyaux Armés pour l'Autonomie Populaire, en bevæbnet populær autonom-gruppe), der virkede som militærpolitisk koordinator for de autonome bevægelser.
I 1979 blev de samlede grupper omdannet til en byguerilla-organisation, som udførte voldsomme angreb under devisen: Forsvar af anti-imperialisme og proletariatet.
Gruppen blev forbudt af den franske regering i august 1982 og allierede sig med den tyske terrororganisation Rote Armee Fraktion i 1984.

## Aktioner
Action Directe har udført ca. 50 angreb mod regeringsbygninger, ejendomsmæglere, militære installationer, industriforetagender og staten Israel. Den gennemførte også et maskingeværangreb mod en fransk sammenslutning for medarbejdere (arbejdsgiverorganisation) den 1. maj 1979.
Gruppen har udført bankrøverier, dræbt den franske general René Audran, chefen for de franske våbensalg, og i 1986 dræbte de direktøren for bilfabrikken Renault, Georges Besse.
Den 21. februar 1987, blev hovedpersonerne for Action Directe, Jean-Marc Rouillan, Nathalie Ménigon, Joëlle Aubron og Georges Cipriani, arresteret og senere idømt livsvarigt fængsel.
Joëlle Aubron blev frigivet i 2004 af helbredsmæssige årsager.
En løbende kampagne, som udføres af stærkt venstreorienterede grupper i Frankrig, taler for frigivelse af de stadig fængslede Action Directe medlemmer, med påberåbelse af at de er politiske fanger.
 Der er for få eller ingen kildehenvisninger i denne artikel, hvilket er et problem. Du kan hjælpe ved at angive troværdige kilder til de påstande, som fremføres i artiklen.